# Perla marginata
Perla marginata är en bäcksländeart som först beskrevs av Georg Wolfgang Franz Panzer 1799.  Perla marginata ingår i släktet Perla och familjen jättebäcksländor. Inga underarter finns listade i Catalogue of Life.
Vuxna exemplar når en längd av 15 till 25 mm. De har en mörkgrå grundfärg och på huvudet finns gula områden samt tre punktögon. Larven och den vuxna individer har två långa utskott vid bakdelen. Larvens gälar är gula och de ligger på kroppens sidor.
Perla marginata hittas vanligen i bergstrakter vid steniga och klara vattendrag. Fortplantningen sker mellan maj och augusti. Larverna gömmer sig ofta under stenar och de äter andra vatteninsekter.

## Bildgalleri

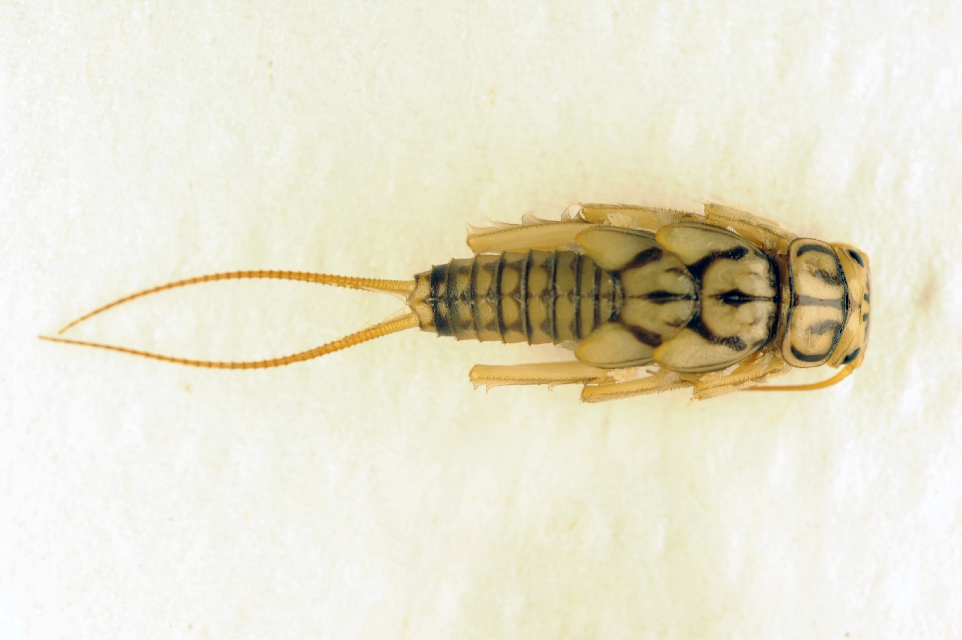
Larven
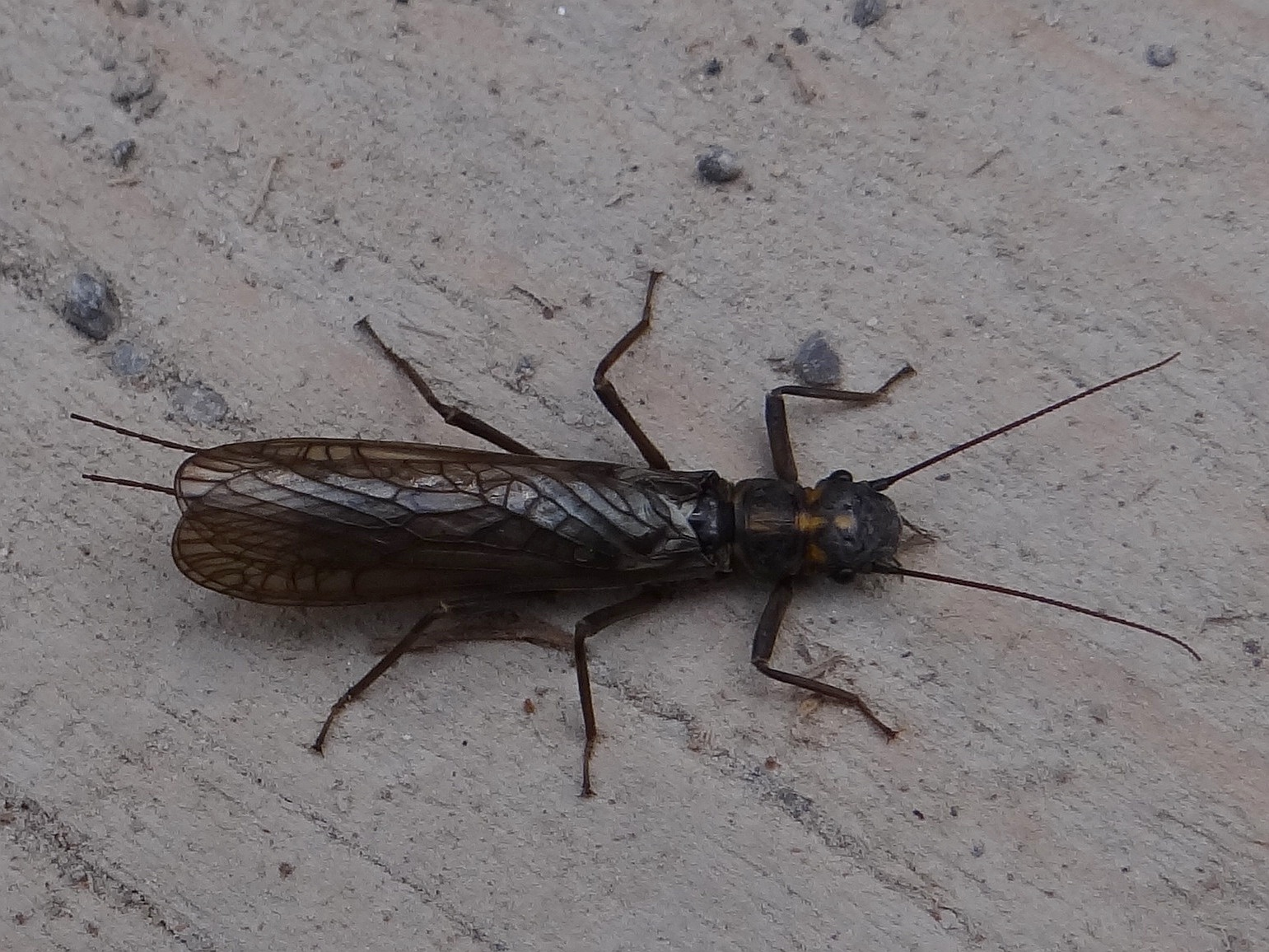
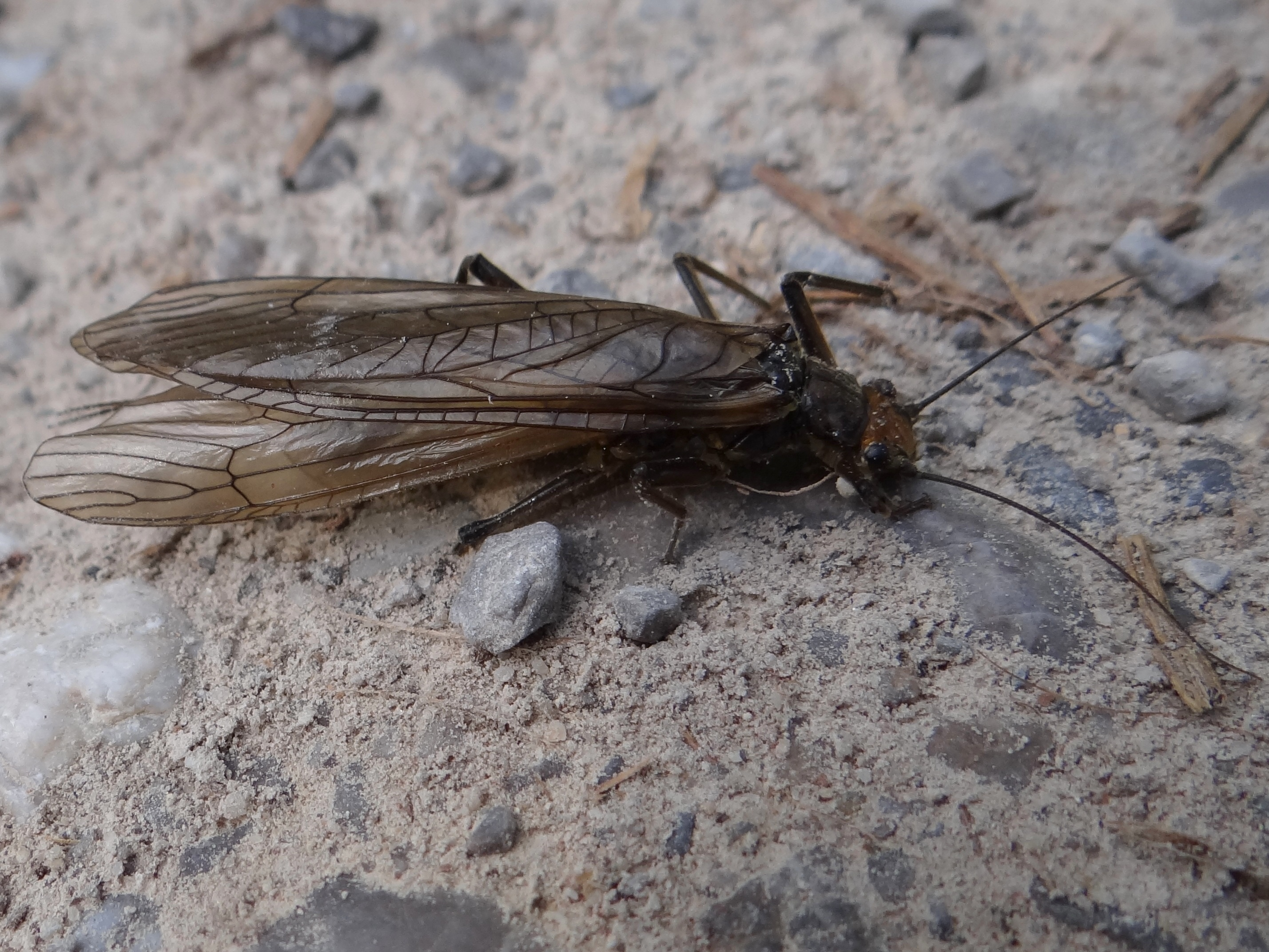
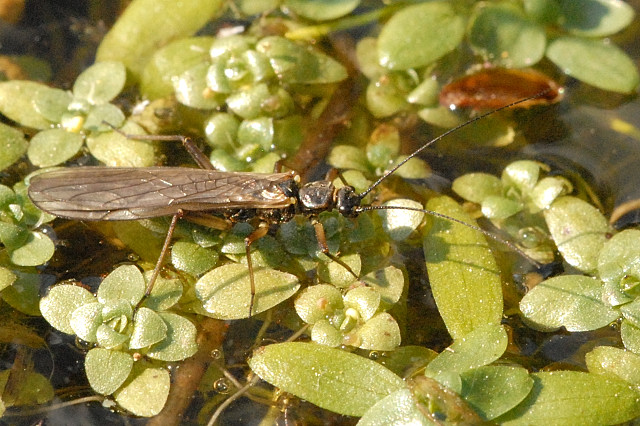